# 网脉葡萄
网脉葡萄（学名：Vitis wilsonae）为葡萄科葡萄属的植物，为中国的特有植物。分布于中国大陆的陕西、福建、湖南、河南、甘肃、云南、贵州、湖北、安徽、江苏、浙江、四川等地，生长于海拔400米至2,000米的地区，多生在山坡灌丛、林下或溪边林中，目前尚未由人工引种栽培。

## 别名
威氏葡萄（经济植物手册） 川鄂葡萄（拉汉种子植物名称）